# 韦罗夫尔
韦罗夫尔（法語：Verosvres，法語發音：[veʁovʁ]，发音同“Vérôvres”）是法国索恩-卢瓦尔省的一个市镇，属于马孔区。

## 地名
该地名“Verosvres”发音为[veʁovʁ]，第一个字母“s”不发音，《世界地名译名词典》将其误译作“韦罗斯夫尔”。

## 地理
韦罗夫尔（46°24'2"N, 4°26'35"E）面积22.96 平方千米，位于法国勃艮第-弗朗什-孔泰大區索恩-卢瓦尔省，该省份为法国中部省份，北起顺时针与科多尔省、汝拉省、安省、罗讷省、卢瓦尔省、阿列省和涅夫勒省接壤。
与韦罗夫尔接壤的市镇（或旧市镇、城区）包括：叙安、博布里、栋皮埃尔莱索尔姆、蒙默拉尔、奥佐勒、锡维尼翁、特里维。
韦罗夫尔的时区为UTC+01:00、UTC+02:00（夏令时）。

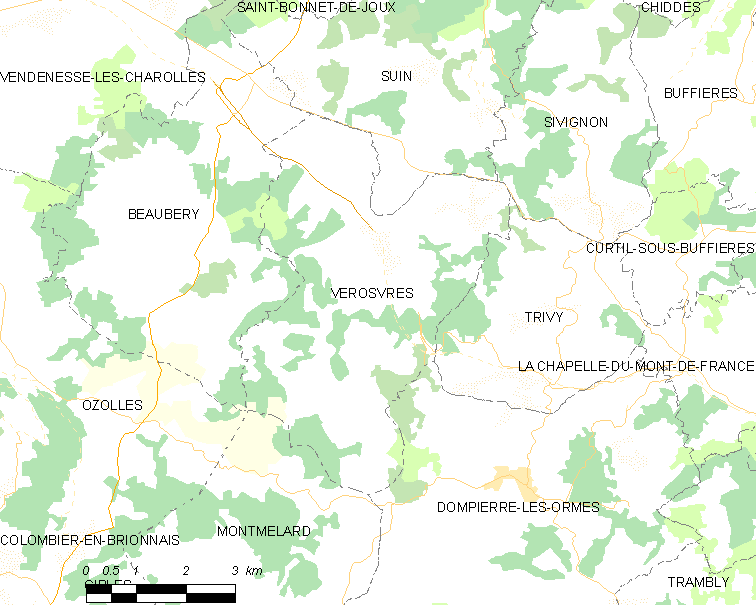
韦罗夫尔的OSM定位图

## 行政
韦罗夫尔的邮政编码为71220，INSEE市镇编码为71571。

## 政治
韦罗夫尔所属的省级选区为拉沙佩勒德甘谢县。

## 人口

1962-2008年间韦罗夫尔人口变化图示

韦罗夫尔于2022年1月1日时的人口数量为430人。